# Камка (річка)
Ка́мка (рос. Камка) — невелика річка на північному сході Удмуртії, ліва притока річки Кама. Протікає територією Кезького району.
Річка бере початок на схилах Верхньокамської височини на північній околиці присілку Жерноково обабіч дороги Кез-Куліга. Протікає спочатку на північ з плавним переходом на північний схід. Перед греблею та мостом на дорозі Карсовай-Куліга створено ставок. Береги заліснені, місцями заболочені. Приймає декілька дрібних приток.
Над річкою не розташовано населених пунктів.
| Річка | Це незавершена стаття про річку. Ви можете допомогти проєкту, виправивши або дописавши її. |

| Прапор Удмуртії | Це незавершена стаття про Удмуртію. Ви можете допомогти проєкту, виправивши або дописавши її. |